# Guy Wilson
 (décembre 2014).
Guy Wilson est un acteur américain né le 21 novembre 1985 à San Francisco.

## Biographie
Wilson est l'homonyme de son père, Guy Wilson, avocat et ancien maire de Sébastopol. Wilson réside à Los Angeles avec ses deux chats[6]. Il est un fervent amateur de sport. Ses équipes favorites sont les Giants de San Francisco, et les 49ers de San Francisco. Il a une jeune sœur, Valérie, qui est un sculpteur, et un jeune frère, Willie.
Depuis le 8 janvier 2014, il est choisi pour reprendre le rôle de Will Horton dans Des Jours et des Vies.

## Filmographie

### Années 2000
- 2004 : Les Ex de mon mec (Little black book) de Nick Hurran : Sean
- 2005 : My Crazy Life (série TV)
- 2005 : Cold Case : Affaires classées (3x02 : The Promise) : Pledge

### Années 2010
- 2011 :  NCIS : Enquêtes spéciales (8x12 Tourner une page) : Paul Simmons
- 2012 : Werewolf : La Nuit du loup-garou (Werewolf : The beast among us) : Daniel
- 2014 : Rise de David Karlak
- 2014 : Des jours et des vies : Will Horton

Doublage